# アレッサンドロ・ピストーネ
アレッサンドロ・ピストーネ（Alessandro Pistone, 1975年7月27日 - ）はイタリア出身のサッカー選手。ポジションはディフェンダー。
両サイドでプレーできるイタリア人プレーヤー。イタリア代表に招集されたこともあり、堅実なプレーを見せるものの怪我が多く、一年通して大活躍ということは滅多にない。
2007年5月14日、エヴァートンFCはピストーネと契約更新せず、ピストーネはフリーエージェントになった。

## 所属クラブ
- ソルビアテーゼAC 1993-1994
- ACクレバルコレ 1994-1995
- ヴィチェンツァ・カルチョ 1995-1996
- インテル・ミラノ 1996-1997
- ニューカッスル・ユナイテッド 1997-2000
  - →  SSCヴェネツィア（レンタル移籍）2000
- エヴァートンFC 2000-2007
- RAECモンス 2007-2008